# Penken
Der Penken ist ein 2095 Meter hoher Berg in den Tuxer Alpen. Er gehört zum westlichen Talhang des Zillertales und liegt etwa fünf Kilometer westlich von Mayrhofen.
Während der Wintersaison bildet der Penken das Kerngebiet des Schigebietes Zillertal 3000 und wird von mehreren Liftanlagen erschlossen, darunter auch der Finkenberger Almbahn, die vom Talgrund des Tuxer Tales bis zum Gipfelbereich des Berges hinaufführt. In den Sommermonaten bildet der Penken ein Wandergebiet, über das eine Vielzahl bezeichneter Wanderwege verläuft. Ausgangspunkt vieler Wanderrouten ist die Bergstation der Penkenbahn, die aus dem Ortskern von Mayrhofen auf eine Höhe von etwa 1800 m ü. A. führt und ganzjährig in Betrieb ist.

## Geschichte
Die Nutzung des Penken als Wintersportgebiet begann 1954 mit der Errichtung der Penkenbahn. Später folgten weitere Seilbahnen, so dass die Berghänge des Penken mittlerweile (mit Ausnahme der flach auslaufenden Westseite) mit zahlreichen Liftanlagen überbaut worden sind.
Seit 2013 steht auf dem Penken die Granatkapelle, die von Mario Botta entworfen wurde.

## Bilder

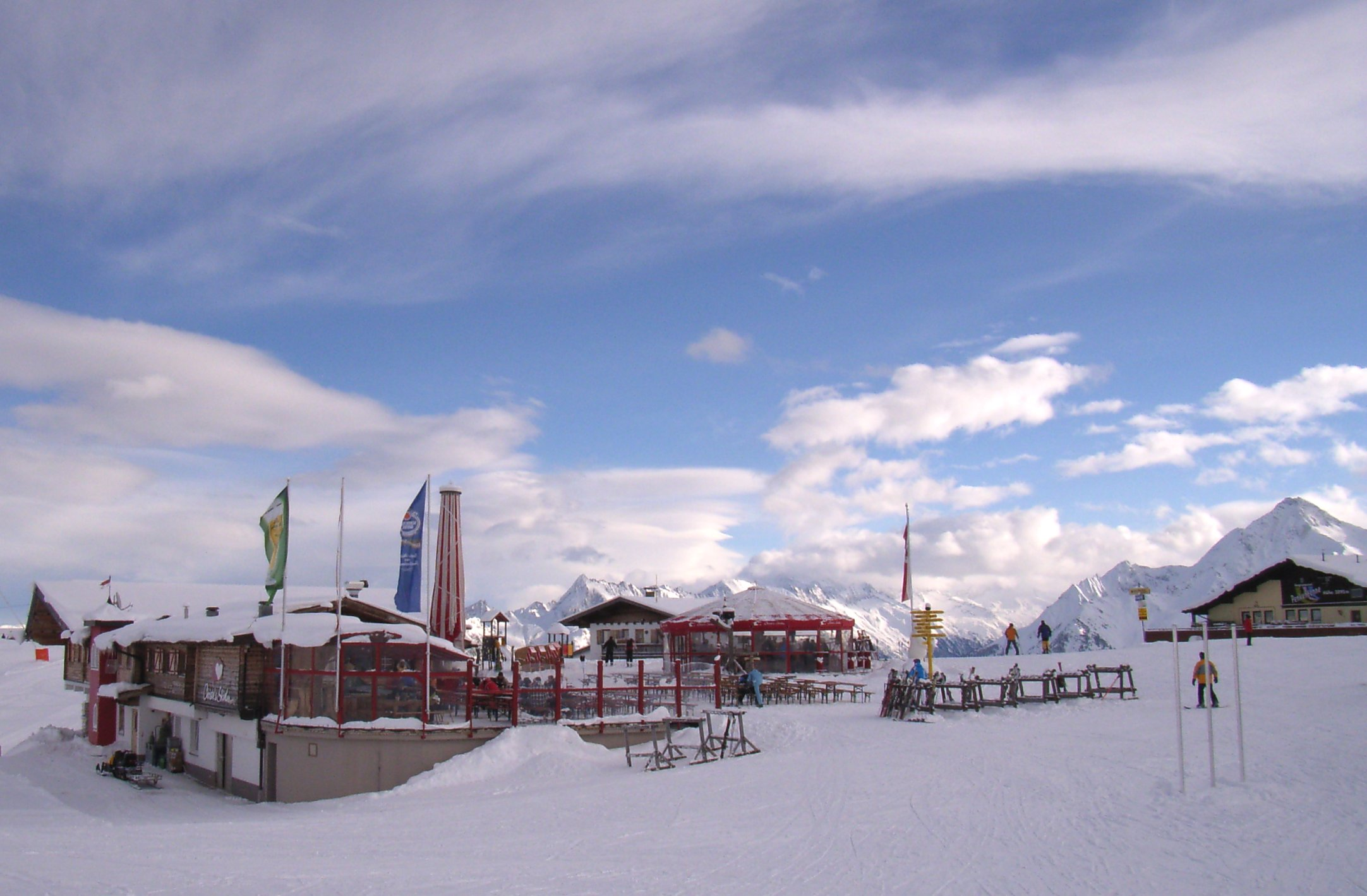
Der Gipfelbereich des Penken
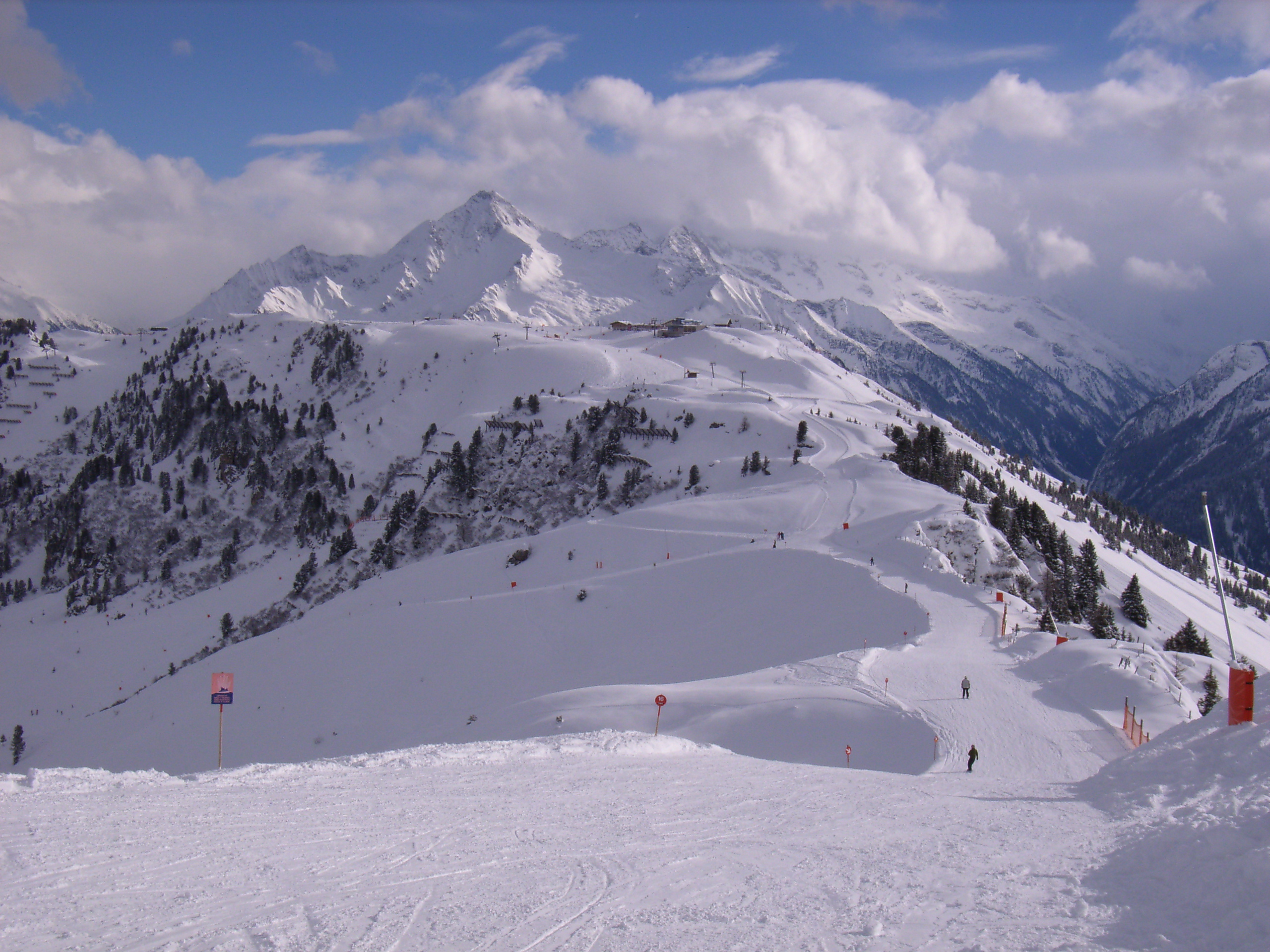
Das Gipfelplateau des Penken
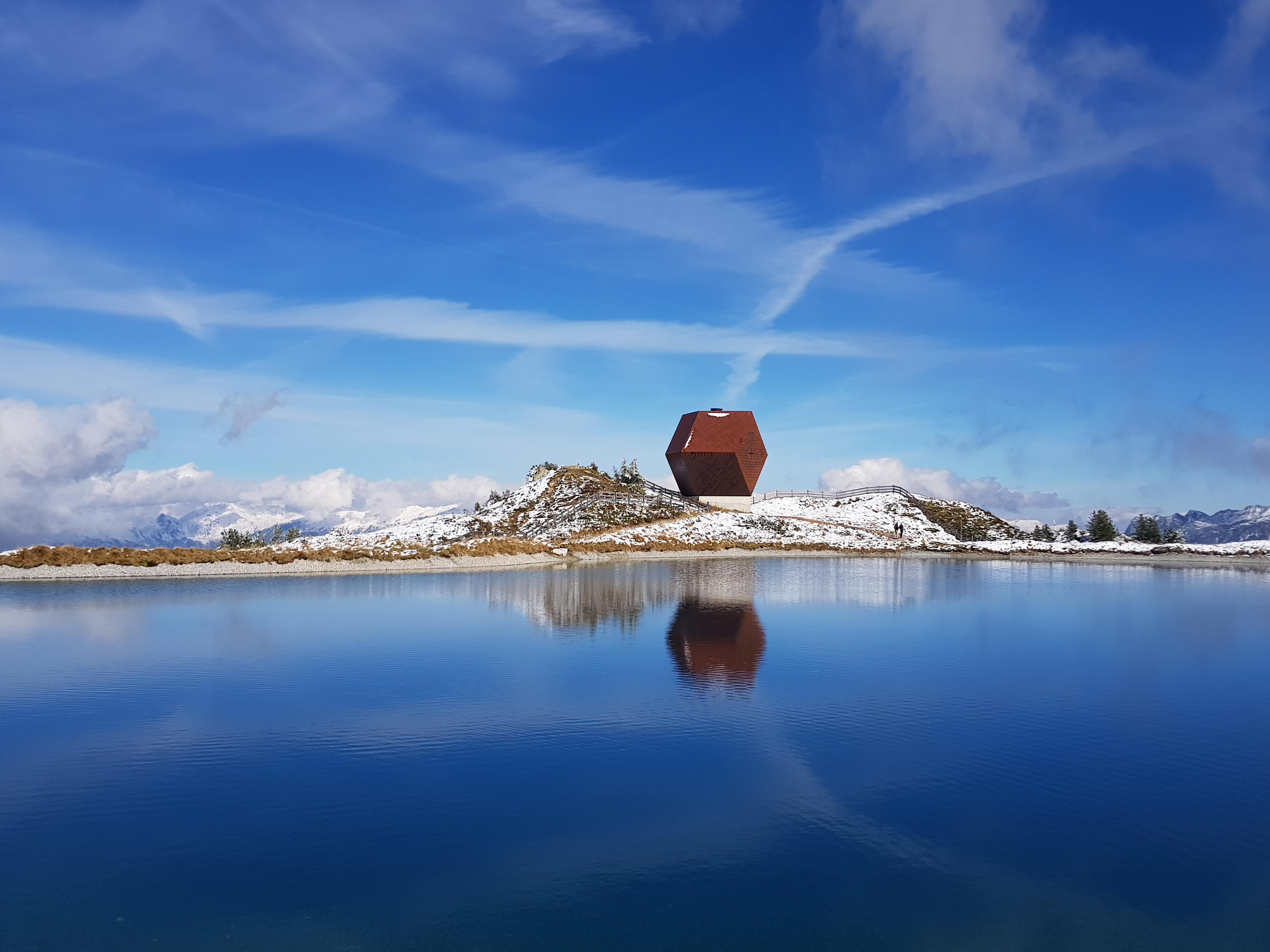
Granatkapelle von Mario Botta am Penken im Zillertal
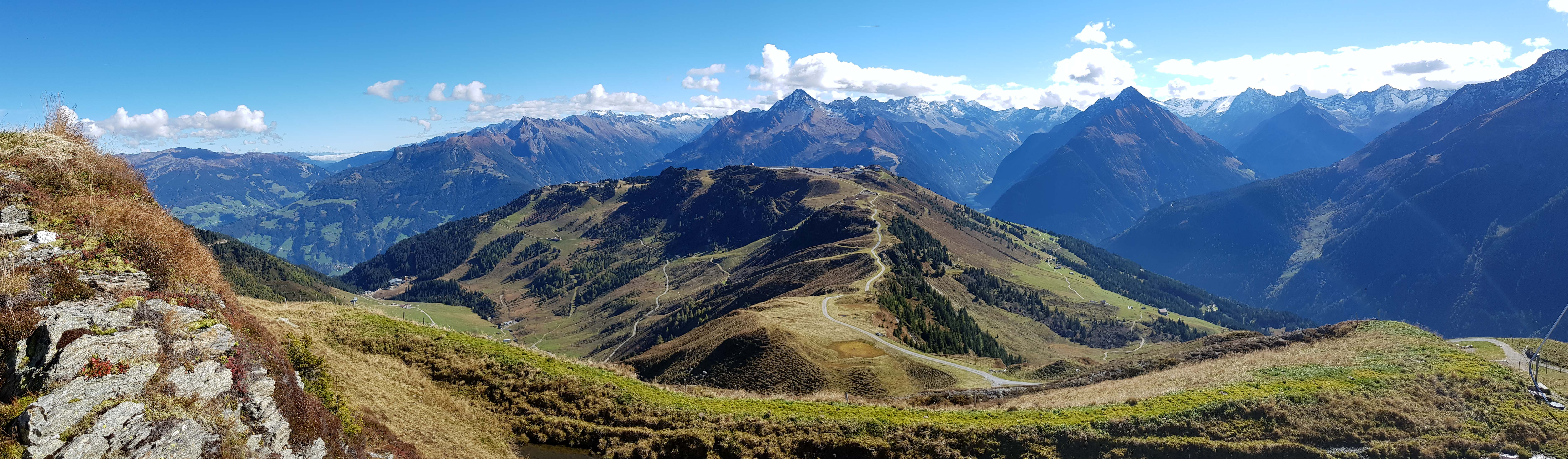
Penken vom Anstieg zur Wangelspitze aus
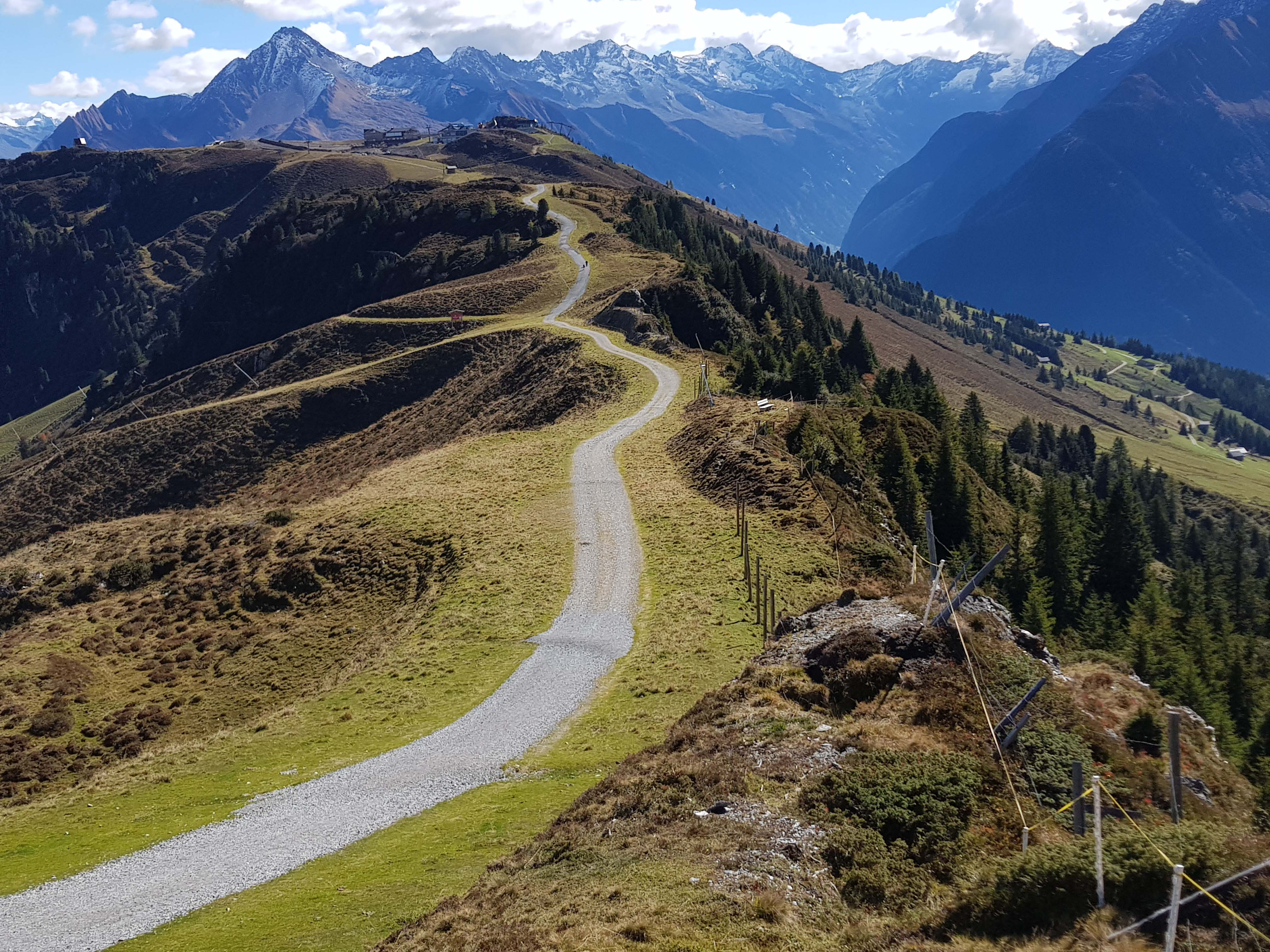
Penkenjoch
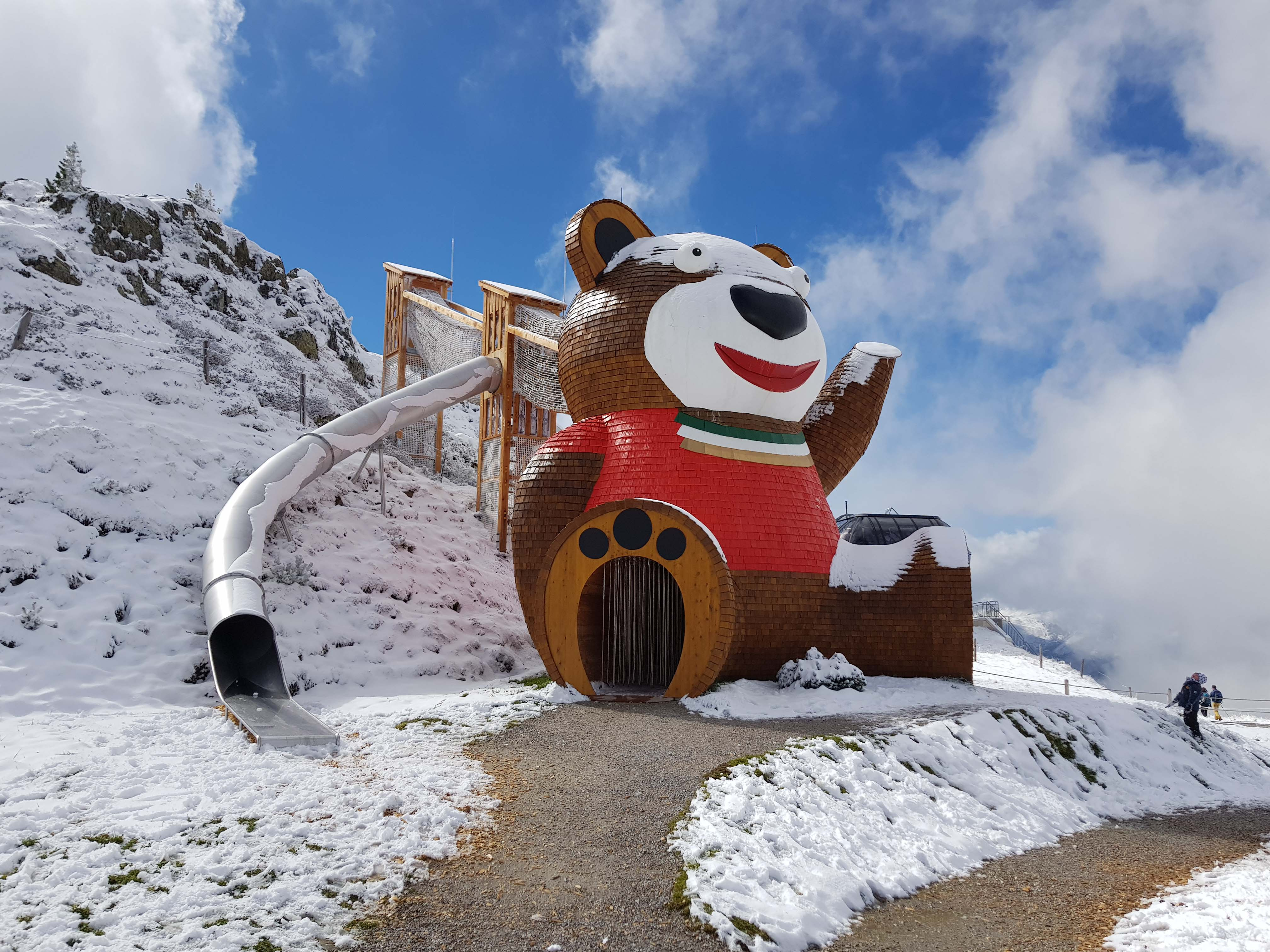
Penken Kinderspielplatz